# Le Réprouvé
Pour plus de détails, voir Fiche technique et Distribution.
Le Réprouvé (Durand of the Bad Lands) est un film muet américain réalisé par Lynn Reynolds, sorti en 1925.
Il s'agit de la seconde adaptation au cinéma du roman Durand of the Bad Lands de Maibelle Heikes Justice (en) après celle réalisée par Richard Stanton, avec Dustin Farnum, Winifred Kingston et Tom Mix, déjà produite pat la Fox Film Corporation, sortie en 1917.

## Fiche technique
- Titre : Le Réprouvé
- Titre original : Durand of the Bad Lands
- Réalisation : Lynn Reynolds
- Scénario : Lynn Reynolds, d'après le roman de Maibelle Heikes Justice (en)
- Photographie : Allen M. Davey
- Producteur : William Fox
- Société de production :  Fox Film Corporation
- Société de distribution :  Fox Film Corporation
- Pays d'origine :  États-Unis
- Langue : film muet avec les intertitres en anglais
- Métrage : 1 500 m (5 bobines)
- Format : Noir et blanc — 35 mm — 1,33:1 — Muet
- Genre : Western
- Durée : 50 minutes
- Dates de sortie : 
  -  États-Unis : 1er novembre 1925

## Distribution
- Buck Jones : Dick Durand
- Marian Nixon : Molly Gore
- Malcolm Waite : Clem Allison
- Fred DeSilva : Peter Garson
- Luke Cosgrave : Kingdom Come Knapp
- George Lessey : John Boyd
- Buck Black : Jimmie
- Seessel Anne Johnson : Clara Belle
- James Corrigan : Joe Gore
- Carole Lombard : Ellen Boyd
- Jack Curtis